# Pavel Vinnik
Pour les articles homonymes, voir Vinnik.
Pavel Borisovitch Vinnik (en russe : Па́вел Бори́сович Ви́нник), né à Odessa le 22 septembre 1925 et mort à Moscou le 9 juin 2011, est un acteur soviétique puis russe.

## Biographie
Pavel Vinnik nait le 22 septembre 1925 à Odessa. Il a étudié à l'école d'art théâtral d'Odessa en 1943-1946.
Vétéran de la Grande Guerre patriotique (1944-1945), il était mitrailleur de la 416e division de fusiliers du 1er Front biélorusse, il a participé à la libération de Varsovie et a la bataille de Berlin. Il sera démobilisé avec le grade de sergent.
Il est diplômé de l'Académie russe des arts du théâtre en 1950.
En 1950-1959, il fait partie de la troupe du théâtre Maïakovski, en 1960-1992, il travaille au théâtre national d'acteur de cinéma, en 1992-1993, au théâtre Maly. Parallèlement il dirigeait le Bureau de la propagande du cinéma russe.
En 2002, il est nommé artiste du peuple de la fédération de Russie.
Mort à Moscou le 9 juin 2011, Pavel Vinnik est enterré au cimetière Vagankovo.

## Filmographie partielle
- 1950 : Les Audacieux (Смелые люди, Smelye liudi) de Konstantin Youdine : Serioja
- 1959 : Le Destin d'un homme (Судьба человека) de Serguei Bondartchouk : colonel russe
- 1960 : Résurrection (Воскресение, Voskresenie) de Mikhail Schweitzer :
- 1961 : Récit des années de feu (Повесть пламенных лет) de Yuliya Solntseva : capitaine Schultz
- 1962 : Aux sept vents (На семи ветрах) de Stanislav Rostotski : major Sotnik
- 1962 : Neuf jours d'une année (Девять дней одного года) de Mikhaïl Romm : l'invité
- 1964 : Les Trois Sœurs (Три сестры) de Samson Samsonov : Fedotik
- 1964 :  Adieu, les gosses !  (До свидания, мальчики!) de Mikhaïl Kalik : secrétaire du comité du parti
- 1965 : Il était une fois un vieux et une vieille (Жили-были старик со старухой) de Grigori Tchoukhraï : compagnon de voyage
- 1967 : Le Chef de la Tchoukotka (Начальник Чукотки de Vitali Melnikov :  étranger à la casquette
- 1970 : La Fuite (Бег) d'Alexandre Alov et Vladimir Naoumov d'après le roman de Mikhaïl Boulgakov : espion
- 1975 : La Dernière Victime (Последняя жертва) de Piotr Todorovski : Kislovski
- 1976 : Les Douze Chaises (12 стульев) de Mark Zakharov : serveur
- 1977 : Mimino ( Мимино) d'Gueorgui Danielia : ami de Papichvili
- 1998 : The Stringer de Paweł Pawlikowski : grand-père
- 1998 : Composition pour le jour de la victoire (Сочинение ко Дню Победы) de Sergueï Oursouliak : vétéran de guerre

## Distinctions
- ordre de la Guerre patriotique de 2e classe (1944, 1985)
- ordre de l'Étoile rouge (1945)
- médaille pour la victoire sur l'Allemagne
- médaille pour la Libération de Varsovie